# Porroecia
Porroecia is een geslacht van kreeftachtigen uit de klasse van de Ostracoda (mosselkreeftjes).

## Soorten
- Porroecia (Spinoecia) hystrix (Angel & Ellis, 1981)
- Porroecia crassispina Chen & Lin, 1987
- Porroecia parthenoda (G.W. Müller, 1906)
- Porroecia porrecta (Claus, 1890)
- Porroecia pseudoparthenoda (Angel, 1972)
- Porroecia spinirostris (Claus, 1874)
- Porroecia vibekensis (Poulsen, 1973)